# شهرستان اسکلدی
شهرستان اِسکلدی (به قزاقی: Ескелді ауданы، ەسكەلدى اۋدانى) یک شهرستان در قزاقستان است که در استان جتی‌سو واقع شده‌است.

## خصوصیات
شهرستان اسکلدی ۴٬۳۰۰ کیلومترمربع مساحت و ۴۹٬۷۷۴ نفر جمعیت دارد.